# Miyū Sawai
Miyū Sawai (沢井 美優?; Kanagawa, 23 ottobre 1987) è un'attrice e modella giapponese.
È principalmente ricordata per aver interpretato la protagonista Usagi Tsukino/Sailor Moon in Bishōjo senshi Sailor Moon, serie televisiva giapponese inedita in Italia e tratta dal manga e anime Sailor Moon. Ha anche interpretato Youko Kimura in Kids Wars 5 e Shun Sugita nel cortometraggio di internet Shun. Il suo primo film è stato Chain 2, un film horror giapponese. È apparsa anche nella pubblicità "Tokyo Disney Sea".
Come modella è apparsa in riviste giapponesi tra le quali "Love Berry", "Mewmew" e "Up to Boy". In Il conquistatore di Shamballa, film animato della serie Fullmetal Alchemist, ha doppiato il personaggio Noah.